# Маренич Світлана Олександрівна
Світлана Олександрівна Маренич (прізвище при народженні Сухорукова; нар. 1 березня 1956, м. Куйбишев, нині Самара) — українська співачка та музикантка, учасниця фолк-тріо «Маренич» (1972—2004 роки, м. Луцьк). Заслужена артистка України (1979) та Народна артистка України (2003).

## Біографія
Світлана Сухорукова народилась 1 березня 1956 року у м. Куйбишев (нині Самара); є сестрою Антоніни Маренич. У 1991 році закінчила Луцьке культурно-освітнє училище.
Багато гастролювала Україною, країнами Радянського Союзу та за кордоном (Польща, Канада, Велика Британія, Словаччина). Брала участь разом з тріо «Маренич» у Всеукраїнських фестивалях естрадної пісні: «Пісенний вернісаж», «Київська весна», «Кримські зорі».

## Нагороди та премії
- 1979 р. — Заслужена артистка України
- 2003 р. — Народна артистка України[1]
- 2021 р. — призначено дворічну державну стипендію[3]